# 아지타 샤리아티

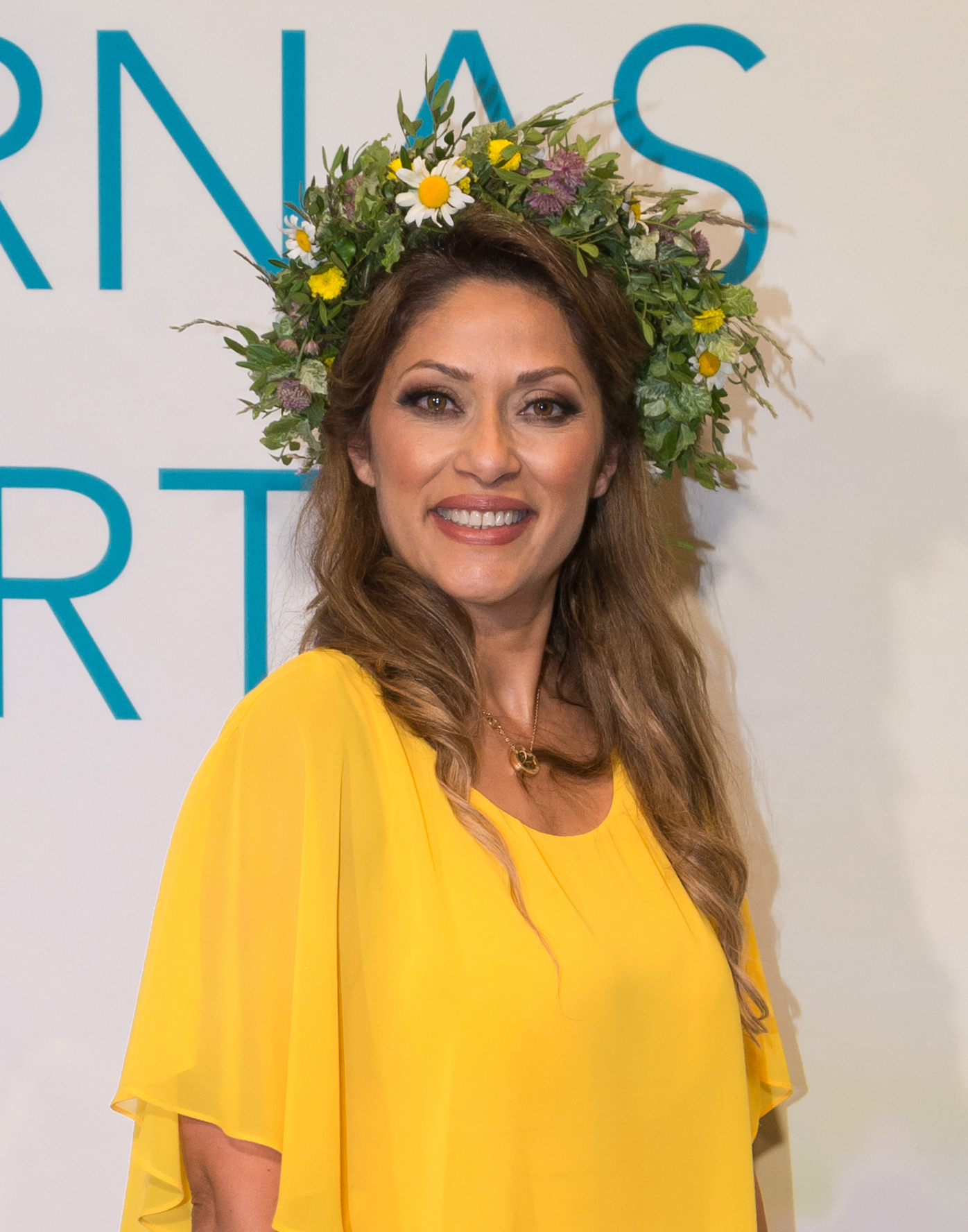

아지타 샤리아티 칼릴 아바드(1968년 1월 14일 ~ )는 이란 출생의 스웨덴의 기업가이다. 2014년부터 프랑스의 다국적 물류 회사 소덱소의 스웨덴 지사에서 노르딕 국가에서의 감독을 맡고 있다. 2015년 2월, 스웨덴의 주간지 베칸스 어페러는 아지타를 스웨덴의 가장 영향력 있는 여성 기업가로 선정했다.

## 생애
이란에서 태어난 샤리아티는 1988년 연인이자 정치적 난민인 파진 밀사이디를 만나기 위해 1988년 스웨덴 예테보리를 방문했다. 정착 이후, 시그투나 공무원으로 근무하던 연인과 결혼하고 스웨덴어를 배웠다. 이후 예테보리 대학교의 식품경제학을 나와 동 대학교 경영대학원에서 통계학, 리더쉽 및 마케팅 과정을 수료했다.
남편이 뉘네스함으로 새로 발령됐을 때, 샤리아티와 아들도 스톡홀롬으로 이사하였다. 1998년, 소덱소에 공석이였던 식당 매니저로 처음으로 고용되었고 이후 지역 매니저, 판매 관리직, 지역 감독, 스웨덴 지부 감독, 그리고 스웨덴 지역의 상무이사이자 덴마크 지역의 총무부장으로 승진했다.
2010년, 소덱소의 스웨덴 지부 관리자로서 소덱소 내 여성 고위직 직원 비율이 14%였던 것을 50%로 올리는 것을 목표로 하는 프로그램을 시작하였고, 2015년까지 사내 전체 임원 중 50% 그리고 고위직 중 46%로 그 비율이 증가하였다. 베칸스 어페러와의 인터뷰에서, 현재 다른 지역에서의 평등과 포용, 그 중에서도 특히 직업 만족도에 집중하여 소덱소를 스웨덴 최대 고용업체로 만들 것이라고 밝혔다. 또한, 고용인을 두배로 늘려 소덱스의 매출을 늘릴 것이라고 언급했다. 그리고 병원의 환자를 돌보는 작업과도 결합할 수 있는 청소 사업에도 관심을 보이고 있고 다른 지역에서의 음식물 쓰레기를 줄이는 작업에도 관심을 보였다.
2015년 8월, 노르딕 비즈니스 포럼에서 "젠더 균형과 다문화의 열정적인 지지자"로 소개되며 북유럽의 영향력 있는 여성 기업가 20명 중 한 명으로 선정되었다.